# Panthera
Panthera (in het Nederlands panterkatten of brulkatten genaamd) is een geslacht van de familie Felidae (katachtigen), waartoe sommige van de grootste katachtigen horen, namelijk de leeuw, de tijger, de sneeuwpanter, de luipaard en de jaguar.
Panthera-soorten zijn de enige katachtigen die in staat zijn te brullen dankzij de vervorming van een bot in hun bek.
Tussen verschillende soorten zijn kruisingen mogelijk, zoals de lijger.

## Beschrijving
Dit twee meter lange geslacht heeft grote en conische hoektanden, met twee uitstekende parallelle richels in het emailoppervlak. De eerste onderkaaksmolaar heeft een ingekeept snijvlak, dat vlak langs het snijvlak van de overeenkomstige laatste bovenkaakpremolaar snijdt. Dit systeem is zeer doeltreffend voor het verscheuren van vlees.

## Soorten
Uitgestorven soorten zijn aangegeven met een †.
- Panthera
  - Panthera atrox – Amerikaanse holenleeuw †
  - Panthera crassidens (waarschijnlijk identiek aan een andere soort katachtige) †
  - Panthera gombaszoegensis – Europese jaguar †
  - Panthera leo – Leeuw
  - Panthera onca – Jaguar
  - Panthera palaeosinensis (waarschijnlijk voorouder van de tijger) †
  - Panthera pardoides (waarschijnlijk identiek aan Panthera schaubi) †
  - Panthera pardus – Luipaard
  - Panthera (Viretailurus) schaubi † (mogelijk geen Pantherasoort)
  - Panthera schreuderi †
  - Panthera spelaea – Euraziatische holenleeuw †
  - Panthera tigris – Tijger
  - Panthera toscana †
  - Panthera uncia – Sneeuwpanter
  - Panthera youngi †